# Bi-2
Bi-2 (russe : Би-2 , et en russe : Би-2, sans espace avant virgule, romanisé :  Bi-dva ) est un groupe de rock alternatif biélorusse, formé en 1988 à Babrouïsk en Biélorussie soviétique. Très populaire en Russie, Bi-2 a reçu les MTV Russian Music Awards du meilleur groupe rock en 2007.

## Biographie

### Historique
Formé en 1988 à Bobruisk en Biélorussie, le  groupe est composé de deux adolescents, Aleksandr "Shura" Uman et Yegor "Lyova" Bortnik. Initialement, le nom du groupe est "Bratya po Oruzhiyu" (Frères d'armes), puis "Bereg Istini" (Rive de vérité), ce qui a donné l'abréviation BI-2.
Au début des années 1990, les deux hommes déménagent en Israël. Etant de naissance de Juifs, ils obtiennent la citoyenneté israëlienne. En 1993, Shura déménage en Australie tandis que Lyova s’engage par obligation militaire dans les Forces de défense israéliennes. En 1994, Shura noue une relation amoureuse et professionnelle avec la pianiste et artiste Victoria Bilogan et en 1997, ils enregistrent leur premier album « Bespolaya i Grustnaya Lyubov » (« Amour sans sexe et triste »). Pendant ce temps, Lyova et Shura continuent de collaborer et composer de la musique échangeant leurs enregistrements et tablatures de guitare via Internet.
En 1999, Bi-2 s'installe en Russie, où le groupe tente de sortir son album de 1997 « Bespolaya i Grustnaya Lubov » (« Amour sans sexe et triste », 1998), mais connait des difficultés liées à la crise financière russe de 1998 . Le groupe s'élargit avec des musiciens et se fait particulièrement connaitre en 2000 lorsqu'il enregistre les chansons de la bande originale du film populaire Brother 2 d' Aleksei Balabanov. Plusieurs partitions musicales, incluses dans le premier album éponyme de Bi-2, sont citées dans le palmarès radio rock Nashe Radio .
Bi-2 continue avec "Meow Kiss Me" (2001) et "Foreign Cars" (2004), tous deux obtenant le statut de disque d'or en Russie. Chacun de leurs albums inclut des enregistrements en duo avec d'autres musiciens de rock de groupes tels que Splean, Chaif, Nochniye Snaiperi et Zemfira. Les vidéos des chansons de Bi-2 apparaissent souvent sur MTV Russie. En 2005 sort le double CD "Odd Warrior", entièrement composé de duos et de collaborations.

### Positions politiques
En 2022, le groupe s'oppose à l'invasion russe de l'Ukraine et refuse de chanter dans des salles arborant des banderoles et des bannières militaristes « Z »  soutenant l'invasion. Leurs concerts en Russie sont  annulés et ils sont contraints d'émigrer. En mai 2023, ils effectuent une tournée aux États-Unis. Lyova  écrit sur les réseaux sociaux qu'il ne retournera pas en Russie.
Le 24 janvier 2024, des membres du groupe sont arrêtés à Phuket en Thaïlande pour avoir prétendument enfreint la réglementation relative aux permis de travail et risquent d'être expulsés vers la Russie du fait que des membres du groupe ont la nationalité russe. Après avoir payé une amende, les membres du groupe sont envoyés dans un centre de détention. Certains de ces membres ont également la citoyenneté d'autres pays (Israël et Australie), la question est devenue une préoccupation diplomatique impliquant plusieurs pays.   
Compte tenu de leurs prises de positions et du risque réel de détention arbitraire, des ONG dont Amnesty International réclament aux autorités thaïlandaises d'autoriser le départ des membres du groupe Bi-2 vers un pays sûr. Le 1er février 2024, l'ensemble du groupe a été envoyé en Israël. Le ministère des Affaires étrangères russe nie avoir fait pression sur la Thaïlande pour obtenir l'expulsion du groupe  et déclare à propos des autorités israëliennes que « Nous comprenons très bien les raisons pour lesquelles les diplomates israéliens tentent de montrer qu’ils peuvent libérer, si ce n’est les otages, au moins certains musiciens ».  

## Discographie
- 2017 :  Event Horizon (Горизонт событий)
- 2022 :  Hallelujah (Аллилуйя)